# 鄭筠熹
鄭筠熹（英語：Cheng Yun-Hsi，1988年9月27日—）藝名為筠熹，過去亦曾使用過藝名嗨獎（英語：Hi Jon），台灣女藝人。前女子偶像團體天氣女孩、Dragon Beauties成員，2021-2022為Rakuten Girls副隊長，也時常參與電視與網路節目錄影等等，2024為Rakuten Girls紅隊（學姐組）隊長。

## 生平
在2009年和2011年參加由國立臺北商業技術學院所舉辦的大專院校歌唱比賽，分別為單人歌唱組冠軍以及雙人合唱第四名。2010年9月首次在天氣預報節目《Weather Girls》登場，之後便為固定班底之一。2012年3月時被選入日本女子偶像團體《天氣女孩》中成為團員之一出道，2016年錄製節目時因不慎跌倒，導致胸肋骨受傷而送醫治療。曾為味全龍專屬啦啦隊Dragon Beauties成員。2020年春訓前因個人生涯規劃離隊，離隊後改加入樂天桃猿專屬啦啦隊Rakuten Girls。

## 啦啦隊經歷

### 棒球啦啦隊
| 年份                 | 隊伍名稱          | 備註                                                                        |
| 2019冬盟－2020春訓前 | Go Beauties小龍女 | 中華職棒味全龍啦啦隊                                                        |
| 2020－至今           | Rakuten Girls     | 中華職棒樂天桃猿啦啦隊。 2021-2022年擔任副隊長 2024年擔任紅隊（學姐組）隊長 |

### 籃球之啦啦隊
| 年份       | 隊伍名稱         | 備註                 |
| 2020－2021 | 桃園領航猿啦啦隊 | 桃園領航猿專屬啦啦隊 |

## 演出作品

### 出版物
| 名稱       | 備註                   |
| 《熹歡你》 | 2022年樂天女孩寫真桌曆 |
| 《熹遊記》 | 2023年樂天女孩寫真桌曆 |

### 電影
| 年份 | 節目名稱 | 備註                             |
| 2015 | 大囍臨門 | 飾演果爾勒斯家族的小妹（高海倫） |

### 電視劇
| 年份 | 節目名稱           | 備註                                            |
| 2013 | 《雜務特勤組》     | 飾演OTA（張子亞），身份為雜務特勤組的電腦駭客。 |
| 2014 | 《鉄子の育て方》   | 與天氣女孩全部成員共同出演                      |
| 2019 | 《你有念大學嗎？》 | 飾演江雯雯，為「天天市場」的碗粿西施。          |

### MV
| 年份 | 專輯名                               | 備註                                                   |
| 2014 | 《為我加油》                         | 與天氣女孩全部成員共同出演 SBL年度代言MV歌曲           |
| 2020 | 玖壹壹《LOCAL》                      | 舞者 與Peggy、白白、Rakuten Girls共同出演              |
| 2020 | 《來個蹦蹦》（樂天女孩版本）         | 與羚小鹿、曲羿、菲菲、巫苡萱共同出演                   |
| 2020 | 《Say My Name》（樂天女孩舞蹈Cover） | 與沐妍、菲菲、Yuri、慧慧、曲羿、張語芯、陸筱晴共同演出 |

## 主持作品

### 綜藝節目
| 日期                        | 節目名稱             | 電視台       | 備註         |
| 2014年4月25日-7月20日       | 我們都來了           | 八大綜合台   | 固定節目     |
| 2014年10月1日-2015年2月11日 | Weather Girls 來氣玩 | LIVEhouse.in | 網路直播節目 |
| 2016年1月17日-4月21日       | 嗨!LET'S GO(三重篇)  | 亞洲旅遊台   | 主持人       |
| 2017年6月                   | 嗨!LET'S GO 第2季    | 亞洲旅遊台   | 主持人       |

## 廣告
| 年份 | 節目名稱                                                    | 備註                       |
| 2013 | 最強銀河 究極ゼロ 〜バトルスピリッツ〜                      | 與天氣女孩全部成員共同出演 |
| 2013 | 第十一季超級籃球聯賽 年度代言人                             | 與天氣女孩全部成員共同出演 |
| 2014 | 唯舞獨尊3                                                   | 與天氣女孩全部成員共同出演 |
| 2014 | 第一回臺日影視文化交流活動 臺日著作權保護隊長               | 與天氣女孩全部成員共同出演 |
| 2014 | 博斯運動頻道、中職開球嘉賓                                  | 與天氣女孩全部成員共同出演 |
| 2015 | 尖端EYE書坊                                                 | 與天氣女孩全部成員共同出演 |
| 2015 | OMO子の宅旅啟萌                                             | 與天氣女孩Mia共同出演      |
| 2015 | Super Hero Run 超級英雄路跑活動                             |                            |
| 2015 | PayEasy 「永遠的好姐妹‧我陪妳」系列廣告                     | 與天氣女孩Mia共同出演      |
| 2016 | 大金空調                                                    | 與天氣女孩全部成員共同出演 |
| 2016 | 全民一起來                                                  | 與天氣女孩Ria、Mia共同出演 |
| 2016 | 紅心字會 公益大使                                           | 與天氣女孩全部成員共同出演 |
| 2016 | 臺北市政府「全民反詐騙 打K總動員」 犯罪預防宣導活動形象大使 | 與天氣女孩全部成員共同出演 |

## 音樂作品
| 年份          | 歌名                                             | 備註                          |
| 2013          | 《 恋の天気予報》（戀愛的天氣預報）              | 與天氣女孩全部成員共同出演    |
| 2013          | 《恋はトキメキ注意報》（戀愛是心跳警報）         | 與天氣女孩全部成員共同出演    |
| 2013          | 《恋のラブ♥サンシャイン》(戀愛的LOVE♥SUNSHINE)   | 與天氣女孩全部成員共同出演    |
| 2013          | 《HEY BOY～ウェイシェンモ?～》(HEY BOY~為什麼?~) | 與天氣女孩全部成員共同出演    |
| 2013          | 《Tomorrow World》                               | 與天氣女孩全部成員共同出演    |
| 2013          | 《Like You ♡ Anyway》                            | 與天氣女孩全部成員共同出演    |
| 2020年9月22日 | 《Rock You Everyday》                            | 與Rakuten Girls共同演出       |
| 2021年9月10日 | 《一起勇敢》                                     | 與Rakuten Girls共同演出       |
| 2022年10月7日 | 《Rise Up》                                      | 與Rakuten Girls共同演出       |
| 2023年10月7日 | 《Ready Go》                                     | 與Rakuten Girls共同演出       |
| 2024年9月27日 | 《熹瓜甜不甜》                                   | 個人首張單曲                  |
| 2024年9月29日 | 《Big Dream》                                    | 與Rakuten Girls(紅隊)共同演出 |

### 專輯
| 年份 | 專輯名   | 備註                       |
| 2014 | 《威啊》 | 與天氣女孩全部成員共同出演 |

## 備註
1. ↑  2010年9月首次在天氣預報節目《Weather Girls》登場的影片片段
2. ↑  .   [2020-02-16]. （原始内容存档于2020-11-18）.
3. ↑  .   [2020-09-11]. （原始内容存档于2021-10-22）.
4. ↑  化身為「博斯女孩」，並於2014年7月4四Lamigo桃猿出戰中信兄弟賽擔任開球嘉賓。
5. ↑  .   [2020-02-16]. （原始内容存档于2019-03-14）.
6. ↑  化身為「DKR32」為大金空調代言
7. ↑  .   [2020-02-16]. （原始内容存档于2021-02-01）.
8. ↑  .   [2020-02-16]. （原始内容存档于2015-08-14）.

## 外部連結
- 筠熹 Yuhi的Facebook專頁
- 筠熹「ㄩㄣˊㄒㄧ」 🔅 Yuhi🔅ユヒ的Instagram帳戶
- 鄭筠熹的X（前Twitter）
- YouTube上的鄭筠熹頻道（與小帆楊曉帆共同主持）